# Радиолиния нейтрального водорода
Радиоли́ния нейтра́льного водоро́да, также линия 21 см или линия HI — запрещённая линия (в смысле электродипольного приближения) нейтрального атомарного водорода. Важнейшая радиолиния в радиоастрономии, дающая информацию о распределении нейтрального водорода и движении его облаков. Используется также для поисков внеземных цивилизаций.

## Механизм излучения
Запрещённая линия нейтрального водорода обусловлена взаимодействием магнитных моментов электрона и протона в атоме водорода. Энергия атома водорода при параллельном расположении магнитных моментов электрона и протона несколько больше, чем при антипараллельном, поэтому при спонтанном изменении ориентации магнитного момента электрона на противоположную атом испускает квант электромагнитного излучения с длиной волны 21,106114054160(30) см (частота 1420,405751768(2) МГц). Параллельно с излучением радиолинии происходит и обратный процесс — возбуждение атомов водорода электромагнитными квантами с бо́льшими энергиями, например, оптическими, либо в актах соударения атомов. Поэтому в межзвёздном атомарном водороде устанавливается динамическое равновесие между актами излучения радиоквантов и возбуждением атомов оптическими квантами и соударениями.
Такой самопроизвольный переход — время жизни возбуждённого состояния в каждом отдельном атоме происходит крайне редко — в среднем один раз за 11 миллионов лет (1 км³ водорода при плотности 1 атом/см³ излучает всего 3 кванта в секунду), и энергия каждого кванта крайне мала из-за низкой частоты (hν ≈ 9,411708152678(13)⋅10−25 Дж, или 5,8743261841116(81) мкэВ), поэтому интенсивность радиоизлучения межзвёздной среды на единицу объёма ничтожно мала. К примеру, мощность излучения всего нейтрального водорода Солнечной системы в пределах орбиты Плутона не превышает 100 Вт. Однако в галактических масштабах мощность радиоизлучения нейтрального водорода становится заметной (например, мощность излучения всего нейтрального водорода нашей Галактики в десятки раз больше светимости Солнца), что позволяет обнаруживать его на галактических расстояниях.

## Применение

### Радиоастрономия
Линия нейтрального водорода является важнейшей в радиоастрономии. Более половины массы межзвёздного вещества составляет нейтральный водород. Его можно исследовать только по излучению в линии 21 см, поскольку более никак он себя не проявляет. Поэтому наблюдения излучения с длиной волны 21 см дают очень ценные, часто уникальные, сведения о распределении нейтрального водорода в космическом пространстве.
Принципиальная возможность излучения межзвёздным водородом радиолинии 21 см показана в 1944 году голландским астрономом X. К. ван де Хюлстом, на тот момент аспирантом в Утрехтском университете; на встрече Нидерландского астрономического клуба в Лейденской обсерватории 15 апреля 1944 года по предложению Я. Оорта он сделал доклад с предсказанием, что такая линия может излучаться и поглощаться в условиях межзвёздной среды. В 1948 году советский астрофизик И. С. Шкловский рассчитал ожидаемую интенсивность излучения межзвёздного водорода и показал, что она достаточна для того, чтобы его можно было обнаружить методами радиоастрономии. В 1951 году радиолиния нейтрального водорода была экспериментально обнаружена почти одновременно Г. Юэном и Э. Пёрселлом в США и К. Мюллером и Я. Оортом в Нидерландах.

#### Наша Галактика
Исследование излучения нейтрального водорода позволило получить информацию о структуре Галактики: выяснилось, что бо́льшая часть нейтрального водорода сосредоточена в очень тонком (по сравнению с диаметром) слое толщиной около 220 парсек в плоскости Галактики. В распределении водорода отчётливо выделяются спиральные рукава, которые прослеживаются до больших расстояний.

#### Внегалактические объекты
Проводились наблюдения излучения радиолинии 21 см не только от нашей, но и от других галактик, что позволило установить отношение массы нейтрального водорода к общей массе галактики в зависимости от её типа. С помощью таких данных были получены также кривые вращения галактик.
Измерение доплеровского смещения позволяет измерить скорость облаков нейтрального водорода относительно Земли, в том числе и красное смещение дальних галактик. При этом обнаружена хорошая корреляция с красным смещением оптических линий.

### Поиск внеземных цивилизаций
Длина волны 21 см, как самая распространённая во Вселенной, выбрана в качестве рабочей для поисков внеземных цивилизаций по программе SETI.
- Символика водорода и его излучения на посланиях инопланетянам
- Два основных состояния водорода
- Пластинка «Пионера» (1973)
- Золотая пластинка «Вояджера» (1977)

### Квантовые стандарты частоты
На основе радиолинии нейтрального водорода разработаны так называемые активные квантовые стандарты частоты. Для создания достаточной интенсивности линии 21 см в земных условиях используют вынужденное испускание фотонов атомами водорода в водородном генераторе. Ширина линии в нём составляет всего 1 Гц, поэтому квантовый стандарт частоты, работающий на радиолинии водорода, имеет высокую точность. В частности, в радиоастрономии этот стандарт как наиболее стабильный используется в качестве гетеродина в системах радиоинтерферометрии со сверхдлинными базами.

## Источник
- Каплан С. А., Пикельнер С. Б. Физика межзвёздной среды. — М.: Наука, Главная редакция физико-математической литературы, 1979. — 592 с. — 2500 экз.